# Franklin Loufrani
Franklin Loufrani (25 de octubre de 1942, Argel, Argelia) es el presidente de la empresa Smiley, propietaria de la marca registrada y los derechos de autor del logotipo y el nombre comercial Smiley en numerosos países.

## Historia
Lleva más de cinco décadas trabajando en el periodismo y ha ocupado también altos cargos en empresas del sector de la concesión de licencias.
Su trayectoria profesional comenzó en 1960 como redactor de France Soir y como creativo para la agencia de publicidad Masius-Landa. En 1969 fundó en Francia el departamento de licencias de la editorial Hachette, que se encargaría de conceder licencias sobre los derechos del elefante Babar y otros personajes de sus libros.
En 1972, Loufrani se convirtió en la primera persona en promover y registrar como marca comercial la cara Smiley face. La usó para resaltar las buenas noticias en el diario France Soir. Al diseño lo denominó simplemente «Smiley» y comenzó a conceder licencias sobre los derechos a través de su empresa Knowledge Management International (KIM).
En 1973 se convertiría en presidente y director general de Junior Productions, la agencia de concesión de licencias de Marvel Comics, Hanna Barbera, Larry Harmon y otras importantes marcas estadounidenses globales bajo licencia, así como las nuevas marcas japonesas Goldorak (en Japón, Yūfō Robo Gurendaizā), Prince Saphir (en Japón, Ribon no Kishi) y muchas otras.
En 1977 fundó la sociedad Télé-Junior S.A., en la que ocupó el puesto de presidente y director editorial. En 1978 se convirtió también en director editorial de Télé-Parade. En esta época, Loufrani se ganó el reconocimiento general con su innovadora iniciativa de publicar y distribuir revistas, discos y cintas de audio y vídeo para aumentar el conocimiento de sus marcas bajo licencia, convirtiéndose así en el primer agente de concesión de licencias en promocionar sus marcas bajo licencia (Marvel, Hanna Barbera y Larry Harmon) mediante publicaciones y campañas en los medios de comunicación.
En 1980, Loufrani fue nombrado Secretario General del S.P.P.S (Syndicat des Publications Périodiques Spécialisées) y en agosto de ese mismo año fundó la división SARL Junior d'aujourd'hui de Femmes d’Aujourd’hui.
La notoriedad de Loufrani en el sector editorial continuó aumentando hasta que en 1981 se convirtió en miembro del consejo de administración de la F.N.P.H.P. (Fédération Nationale de la Presse Hebdomadaire et Périodique), y en 1984 entró a formar parte de la comisión de publicidad de la F.N.P.H.P.
En octubre de 1981, le compró a Femmes d'Aujourd'hui las acciones de SARL Junior d'aujourd'hui y adquirió la propiedad y el derecho a explotar «Télé-Junior» en su compañía SARL Junior Productions.
Durante todo este tiempo, Franklin Loufrani continuó desarrollando Smiley como marca internacional bajo licencia, hasta que en 1996 en Londres su hijo  Nicolas Loufrani comenzó a trabajar con él para Smiley. Juntos fundaron la empresa de concesión de licencias Smiley, recuperando así todos los derechos preexistentes relacionados con la marca comercial que Franklin Loufrani había retenido sobre el logotipo de Smiley desde 1971.

## Creación de la marca Smiley
En 1971, Pierre Lazareff, redactor del importante diario francés France Soir, reta a Loufrani a crear una campaña para repartir un poco de felicidad en una época en la que parecían predominar las malas noticias. Se le ocurrió la idea de usar un logotipo sencillo como forma de resaltar las buenas noticias.
El logotipo se registró oficialmente como marca en el Instituto Nacional de Propiedad Intelectual francés (INPI) el 1 de octubre de 1971 para las categorías de productos y servicios 1, 2, 4, 9, 14, 15, 16, 18, 20, 21, 24, 25, 28, 29, 30, 32, 33, 34, 35, 38, 39, 41.
El logotipo Smiley nació el sábado 1 de enero de 1972, fecha en la que el diario francés France Soir publicó la campaña de promoción de la felicidad «Take time to smile» («Dedica tiempo a sonreír») de Loufrani. Se trata de la primera reivindicación de titularidad publicada y fechada de un derecho de propiedad intelectual sobre el logotipo Smiley que se conoce.
Poco tiempo después, la promoción cobraría fuerza y surgirían diferentes oportunidades de concesión de licencias para Smiley en diversos sectores. La marca continuó creciendo hasta convertirse en todo un fenómeno en el mundo de la mercadotecnia.
La campaña Smiley fue difundida también por otros periódicos europeos como De Telegraaf, Blick, La Vanguardia.

## La Asociación SmileyWorld
En 2005, los Loufrani fundaron una organización benéfica, la Asociación SmileyWorld (SWA). Tomaron la decisión de destinar parte de los beneficios de la empresa a obras sociales en todo el mundo.